# Kamuta Latasi

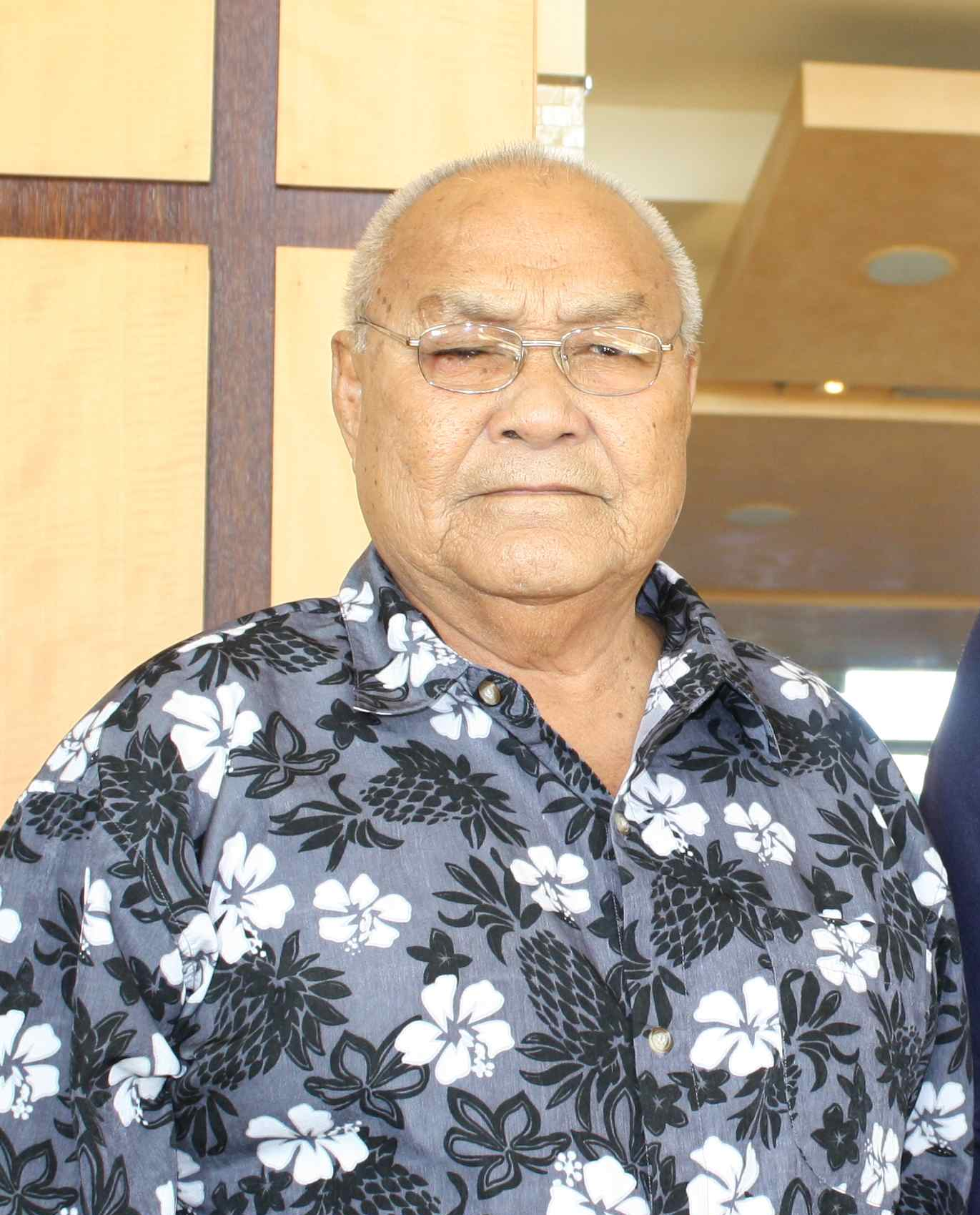
Kamuta Latasi (2012)

Sir Kamuta Latasi KCMG, OBE, PC, (* 1936) ist ein Politiker aus Tuvalu und ehemaliger Premierminister.

## Premierminister 1993 bis 1996
Der Großgrundbesitzer gehört seit vielen Jahren als Vertreter von Funafuti dem Versammlungshaus (Fale i Fono) an. Seine Ehefrau Naama Maheu Latasi war zeitweise ebenfalls Mitglied des Versammlungshauses.
Am 12. Dezember 1993 gewann er gegen den Amtsinhaber Bikenibeu Paeniu die Wahl zum Premierminister. Am 23. Dezember 1996 unterlag er wiederum Paeniu.
Als Politiker war er ein Verfechter republikanischer Tendenzen, was ihn in gewisse Distanz zur britischen Krone brachte. Dieses zeigte sich während seiner Amtszeit in einer kontroversen Diskussion wegen der Gestaltung der Flagge Tuvalus. 1995 wurde die 1978 eingeführte Flagge durch eine neue ersetzt, die nicht auf der britischen basierte, aber ebenfalls die Inseln als Sterne zeigte. Da diese Flagge von der Bevölkerung nie richtig angenommen wurde, führte man 1997 eine leicht modifizierte Version der alten ein.

## Parlamentssprecher und Auszeichnungen
Nach der Wahl vom August 2006 wurde er zum Sprecher (House Speaker) des Versammlungshauses gewählt.
Für seine Verdienste um die Politik von Tuvalu wurde er mehrfach ausgezeichnet. Insbesondere wurde er durch Königin Elisabeth II. zum Offizier des Order of the British Empire ernannt. Ferner wurde er zum Knight Commander des Order of St. Michael and St. George berufen und in den Privy Council aufgenommen.